# جان مولدر (لاعب كرة قدم)
جان مولدر (بالهولندية: Jan Mulder)‏ (4 مايو 1945 في هولندا - ) هو صحفي ومذيع وكاتب ولاعب كرة قدم هولندي في مركز الهجوم. شارك مع منتخب هولندا لكرة القدم. أما مع النوادي، فقد لعب مع أياكس أمستردام ونادي رويال أندرلخت.

## وصلات خارجية
- جان مولدر على موقع IMDb (الإنجليزية)
- جان مولدر على موقع ميوزك برينز (الإنجليزية)
- جان مولدر على موقع قاعدة بيانات الفيلم (الإنجليزية)

- جان مولدر على موقع الاتحاد الأوربي (الإنجليزية)
- جان مولدر على موقع قاعدة بيانات كرة القدم.إي يو (الإنجليزية)
- جان مولدر على موقع ناشيونال فوتبول تيمز (الإنجليزية)
- جان مولدر على موقع عالم كرة القدم.نت (الإنجليزية)